# 바닥난방

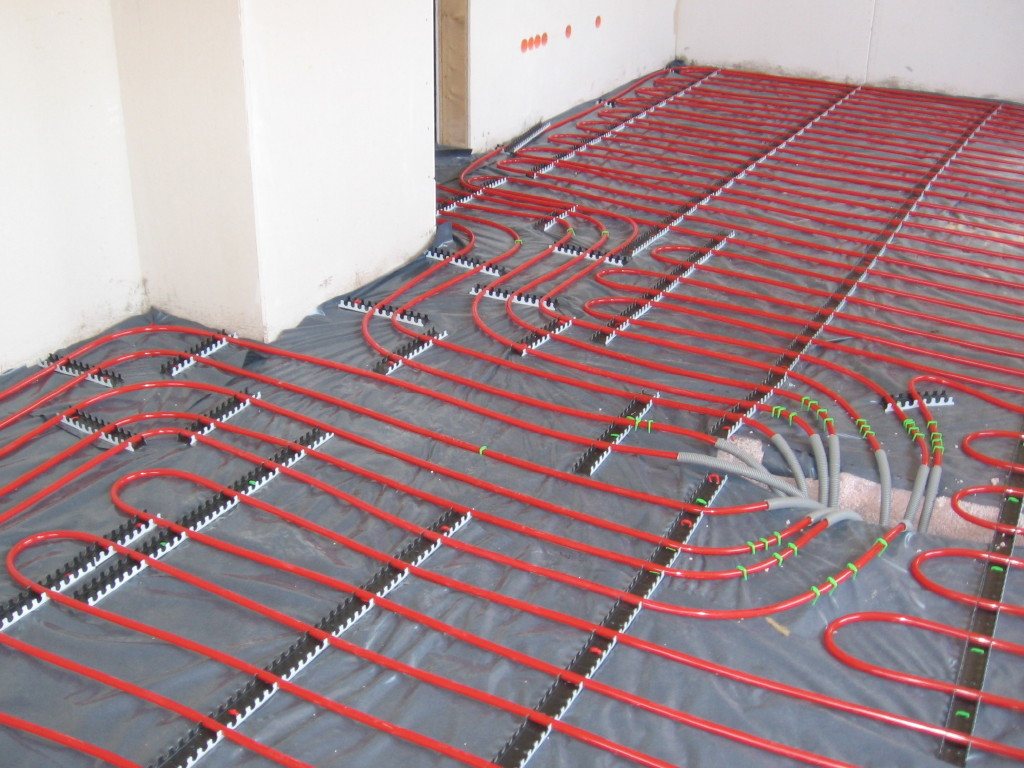
바닥 콘크리트를 치기 전의 온수관.

바닥난방(underfloor heating)은 바닥을 가열하여 이로부터 발생하는 적외선 복사로 실내를 난방하는 것이다.
전통적인 바닥난방(예: 한반도의 온돌, 고대 로마의 히포카우스툼)은 예로부터 전세계적으로 발견되어 왔으나, 온수관을 이용하는 현대적인 형태의 바닥난방의 직접적인 기술적 효시는 1907년 영국 사람 아서 헨리 바커가 발명한 패널난방(panel warming, 영국 특허번호 28477)이다. 바커의 패널난방은 벽 속에 온수관을 매설해서 벽에서 복사열이 발생하도록 했는데, 온수관의 위치만 바닥으로 바뀐 것이 오늘날의 바닥난방이다. 그 밖에 전기열선을 매설하는 방식도 있다.